# Летняя (приток Содонги)
Летняя — река в России, протекает по Верхнетоемскому району Архангельской области. Слиянием с рекой Зимней образует реку Содонгу в 32 км от устья, являясь левой составляющей. Длина реки составляет 43 км.

## Данные водного реестра
По данным государственного водного реестра России относится к Двинско-Печорскому бассейновому округу, водохозяйственный участок реки — Северная Двина от впадения реки Вычегда до впадения реки Вага, речной подбассейн реки — Северная Двина ниже места слияния Вычегды и Малой Северной Двины. Речной бассейн реки — Северная Двина.
Код объекта в государственном водном реестре — 03020300112103000026893.